# España en los Juegos Paralímpicos de Salt Lake City 2002
España estuvo representada en los Juegos Paralímpicos de Salt Lake City 2002 por ocho deportistas, seis hombres y dos mujeres.

## Medallistas
El equipo paralímpico español obtuvo las siguientes medallas:
| Nombre        | Deporte      | Evento                         |
| ------------- | ------------ | ------------------------------ |
| Oro           |              |                                |
| Jon Santacana | Esquí alpino | Eslalon gigante B3 masculino   |
| Eric Villalón | Esquí alpino | Eslalon B1-2 masculino         |
| Eric Villalón | Esquí alpino | Eslalon gigante B1-2 masculino |
| Plata         |              |                                |
| Eric Villalón | Esquí alpino | Descenso B1-3 masculino        |
| Eric Villalón | Esquí alpino | Supergigante B1-3 masculino    |
| Bronce        |              |                                |
| Jon Santacana | Esquí alpino | Descenso B1-3 masculino        |
| Jon Santacana | Esquí alpino | Supergigante B1-3 masculino    |